# ULAS J123427.52+090754.1
ULAS J123427.52+090754.1 (abrégé en ULAS J1234+0907) est un quasar très lointain qui fait partie de la catégorie des quasars NIR (Near Infrared).
C'est aussi l'un des quasars les plus éloignés et l'un des plus vieux, ULAS J123427.52+090754.1 se situant dans la constellation de la Vierge à plus de 11 milliards d'années-lumière,,.

## Découverte d'ULAS J1234+0907
ULAS J1234+0907 a été découvert par l'UKIRT, c'est d'ailleurs le quasar le plus massif découvert par une étude dans le proche infrarouge (NIR), tous les trous noirs ou astres découverts par l'UKIRT sont nommés selon les formes ULAS J - - - - - - . - - + - - - - - - . - ou ULAS J . . . . + . . . . (plus d'infos dans cette page P), cette étude découvre principalement des naines rouges, naines brunes, étoiles naines, galaxies très lointaines et les quasars similaires à ULAS J1342+0928 ou ULAS J1120+0621.

## Caractéristiques d'ULAS J1234+0907

### Quasar ULAS J1234+0907
Le quasar ULAS J1234+0907 a pour émission un rayonnement X, sa lumière visible et sa lumière proche infrarouge. Le trou noir qui siège au centre d'ULAS J1234+0907 est un trou noir à grossissement rapide, il grandirait d'environ 10 masses solaires par an. Cette intense activité émet de puissantes radiations. ULAS J1234+0907 se situe au centre d'une galaxie naine lenticulaire qui interagit avec le quasar central.
Cette interaction avec la galaxie naine aurait pour effet de la disperser autour du quasar central, la galaxie dispersée autour d'ULAS J1234+0907 prendrait une forme de lentille / ellipse,.

### Interaction d'ULAS J1234+0907 avec sa galaxie
L'interaction entre ULAS J1234+0907 et sa galaxie a pour effet de recentrer la bordure et de disperser le centre à la suite d'une interaction gravitationnelle, avec ULAS J1234+0907, le recentrage des étoiles cause un chaos central de la galaxie, les étoiles qui se situent trop près d'ULAS J1234+0907 se font disloquer à la suite d'une interaction gravitationnelle avec le trou noir central, une dislocation d'étoiles produit un grand rayonnement X et infrarouge selon le type d'étoile, des événements de ce genre ont tendance à produire des filaments de gaz provenant de l'étoile disloquée (comme le cas AT2019qiz) ce genre d'événement se nomme un événement TDE,,.

### Trou noir central d'ULAS J1234+0907
Un trou noir au centre d'ULAS J1234+0907 grandirait d'environ 10 masses solaires par an ; le calcul fait par l'ALMA de la vitesse radiale des étoiles proches d'ULAS J1234+0907 a permis d'estimer la masse du trou noir central d'ULAS J1234+0907 grâce à la troisième loi de Kepler, la masse s'estime à environ 11 milliards de masses solaires, l'estimation varie de 11 milliards à 10 milliards de masses solaires.
Ce trou noir a une masse de 10 000 fois la masse de celui de la Voie Lactée, un rayon de Schwarzschild de 15 milliards de km et un diamètre de 30 milliards de km.

### Âge d'ULAS J1234+0907
L'âge estimé d'ULAS J1234+0907 serait d'au moins 11 milliards d'années, ce qui fait qu'ULAS J1234+0907 est l'un des quasars les plus vieux de l'Univers, le champion de la catégorie est le quasar ULAS J1342+0928 avec une activité d'au moins 13,1 milliards d'années-lumière même si de récentes estimations placeraient le quasar M87* à la première place avec une activité de 13,24 milliards d'années,.

## Référence
1. ↑  (en) « Convert Red Shift (z) to Light Year , Astronomical », sur www.convert-me.com (consulté le 28 mars 2022).
2. ↑  « SIMBAD basic query result », sur simbad.cds.unistra.fr (consulté le 28 mars 2022).
3. ↑  « Stellarium Web Online Star Map », sur stellarium-web.org (consulté le 28 mars 2022).
4. ↑  « SIMBAD references », sur simbad.cds.unistra.fr (consulté le 28 mars 2022).
5. 1 2 3  « ULAS J1234+0907 », sur astronomy.activeboard.com (consulté le 28 mars 2022).
6. ↑  (en) G. B. Lansbury,1,2? M. Banerji,1,3 A. C. Fabian1 and M. J. Temple1, « X-ray Observations of Luminous Dusty Quasars at z > 2 », 2020,‎ 29 avril 2020, p. 9 (lire en ligne  [PDF]).
7. ↑  Richard Mcmahon, « A hyperluminous z=2.50 quasar caught in the radiative feedback phase », XMM-Newton Proposal,‎ 1er octobre 2012, p. 104 (lire en ligne, consulté le 28 mars 2022).
8. ↑  « Validate User », sur academic.oup.com (consulté le 28 mars 2022).
9. ↑  « Largest infrared survey of sky discovers giant supermassive black holes. - Free Online Library », sur www.thefreelibrary.com (consulté le 28 mars 2022).
10. ↑  « The Timeline of the UNIVERSE (illustrated in Minecraft) » (consulté le 28 mars 2022).